# Gaëlle Josse
Pour les articles homonymes, voir Josse.
Gaëlle Josse, née le 22 septembre 1960 à Châteauroux, est une femme de lettres française.

## Biographie

### Enfance et formation
Gaëlle Josse est originaire de Châteauroux. Son père, Pierre Josse, est un temps maire adjoint à la culture. Elle y fera sa scolarité jusqu’au bac.
Elle part vivre à Paris à 18 ans. Après des études de droit, de journalisme et de psychologie clinique, elle vit quelques années en Nouvelle-Calédonie,.

### Carrière
Gaëlle Josse travaille d'abord comme rédactrice pour un site Internet à Paris et organise aussi des ateliers d'écoute musicale et d'écriture, pour adultes et adolescents. Elle continue à en animer. 
Elle dit être venue à la littérature par la poésie. Ses livres sont étudiés dans de nombreux lycées. Elle rencontre régulièrement ses lecteurs,. 
En 2011, elle publie son premier roman, Les heures silencieuses suivi de Nos vies désaccordées.
En 2013, elle publie Noces de neige, qui raconte deux histoires : celle d'Anna, une adolescente solitaire à la fin des années 1800 dont la famille aristocrate retourne en Russie après six mois d'hiver passés à Nice, et celle d'Irina, jeune serveuse russe qui mène une vie difficile et qui, en 2012, prend le train Moscou-Nice pour rejoindre un français inconnu dont elle est tombée amoureuse après leur rencontre sur Internet.
En 2014 sort son roman Le Dernier Gardien d'Ellis Island. Elle est la lauréate du Prix littéraire des Rotary Clubs de langue Française. Pour ce roman, elle est également en 2015 finaliste du Prix des libraires et lauréate du prix de littérature de l'Union européenne et obtient en 2016 le Prix littéraire de l'Université Inter-Ages du Dauphiné (UIAD). Ce roman est considéré comme son best-seller. Il raconte l'histoire de John Mitchell, directeur du centre d'immigration d'Ellis Island, qui consigne ses souvenirs dans un journal.
En 2016, elle est marraine du prix littéraire des jeunes Européens.
En 2019 parait sa biographie Une femme en contre-jour, un portait de la photographe Vivian Maier,. 
En 2021, elle publie Ce matin-là, sur le burn-out. Cet événement oblige le personnage à changer de vie. « Ce court roman, d’une justesse remarquable, est dans la droite ligne des ouvrages qui ont installé Gaëlle Josse dans le paysage littéraire français.» écrit Carine Azzopardi de la rédaction culture de France Télévisions. Il s'agit de son dixième livre.
En 2022 sort La nuit des pères. Le roman raconte l’histoire d’Isabelle, qui, petite, était jalouse de la relation entre son frère et son père. « Les mots sont liquides, les phrases, torrentielles. On est emporté dans ses paragraphes beaux et bouleversants, débordant des pages, comme dans des cascades de questions et de souvenirs. » écrit Alice Develey, journaliste au Figaro. Il est en lice pour le prix des lecteurs du Var. Il fait également partie des 5 finalistes du prix des Libraires 2023. La même année, après dix ans passés sans publier de poésie, elle sort un recueil intitulé Et recoudre le soleil.
En 2024 paraît Le Fil entre nos cœurs, un livre jeunesse, illustré par Wei Middag, pour surmonter la séparation, notamment lors de la rentrée des classes. Elle participe également à La Grande Librairie en mars 2024 pour présenter son nouvel ouvrage A quoi songent-ils, ceux que le sommeil fuit ?. Il s'agit d'un recueil de microfictions de deux à trois pages, entre la nouvelle et la poésie,,. 
En 2025 sort De nos blessures un royaume chez Buchet-Chastel,. On y suit le parcours d'une femme, Agnès, qui fait un voyage en bus de Nice à Zagreb afin de rendre hommage à l’homme qu’elle aimait et qui est décédé,.

## Distinctions
Le 12 juillet 2013, elle est nommée au grade de chevalier dans l'ordre national de la Légion d'honneur au titre de « auteure, romancière, poète ; 37 ans de services ».

## Œuvres

### Poésie
- L'Empreinte et le Cercle, Encres Vives, 2005
- Signes de passage, Hélices poésie, 2007
- Tambours frappés à mains nues, 2008.
- Lauréat du Prix d'édition poétique Ville de Dijon 2009, à l'occasion du Printemps des Poètes
- Castillanes.doc : Madrid & Castille, Encres Vives, coll. « Lieu », 2009
- Carnets du Leonardo Express, Encres Vives, coll. « Lieu », 2009
- Et recoudre le soleil , Noir sur blanc, 2022
- ainsi que nombreuses publications en revues

### Romans
- Les Heures silencieuses, Autrement, 2011. 978-2-7467-1501-1[35]. disponible en édition de poche J'ai lu. (Livre présenté au programme du bac de français en lecture cursive par de nombreux lycées). Traduit en plusieurs langues. Prix Lavinal, prix Peindre en Provence, prix du Marais, finaliste du prix Orange 2011.
- Nos vies désaccordées, Autrement, 2012  (ISBN 978-27467-3144-8) ; disponible en édition de poche J'ai lu. Prix Alain-Fournier 2013, prix national de l'Audiolecture 2013.
- Noces de neige, Autrement, 2013. Coll. « Littératures ». 978-2-7467-3233-9[36],[37].
- Le Dernier Gardien d’Ellis Island, Noir sur Blanc, 2014. Coll. « Notabilia ». 978-2-88250-349-7[38]. Réédition J'ai lu, 2016. Prix de littérature de l'Union européenne, prix des Rotary clubs francophones, prix de l'Académie de Bretagne, nombreux prix de médiathèques, sélection du prix FNAC, finaliste du Prix des libraires 2015.
- L'Ombre de nos nuits, Noir sur Blanc, 2016. Coll. « Notabilia ». 978-2-88250-401-2[39]. Lauréat 2016 du Prix du livre France Bleu Page des libraires[40].
- De vives voix, éditions Le temps qu’il fait, 2016,  (ISBN 9782868536129)
- Un été à quatre mains, Ateliers Henry Dougier, 2017,  (ISBN 9791031202587)
- Vermeer, entre deux songes, Editions Invenit, 2017,  (ISBN 9782376800002)
- Une longue impatience, Noir sur Blanc, 2018. Coll. « Notabilia ». 978-2-88250-489-0[41].
- Les Heures silencieuses - Noces de neige - Nos vies désaccordées, Autrement, 2018,  (ISBN 9782746751545)
- Ce matin-là, Noir sur Blanc, 2021. Coll. « Notabilia ». 978-2-88250-669-6[42],[43].
- La Nuit des pères, Noir sur Blanc, 18 août 2022  (ISBN 9782882507488)
- De nos blessures un royaume, Buchet-Chastel, 9 janvier 2025  (ISBN 9782283039717)

### Nouvelles
- À quoi songent-ils, ceux que le sommeil fuit ?, Notabilia , 2024.

### Biographie
- Une femme en contre-jour[44], éditions Noir sur Blanc coll. « Notabilia », 2019, 156 p. Portrait de Vivian Maier, gouvernante américaine et photographe de rue amateur, morte en 2009 dans l’anonymat.